# Mabuya cochonae
Mabuya cochonae là một loài thằn lằn trong họ Scincidae. Loài này được Hedges & Conn mô tả khoa học đầu tiên năm 2012. Loài này được cho là có thể đã tuyệt chủng.